# Alessandro Minuziano
Alessandro Minuziano (San Severo, 1450 – Milano, 1532) è stato un editore italiano.

## Biografia
Dopo i primi studi nella città natale, si trasferì col padre - esiliato - a Venezia, e qui fu allievo di Giorgio Merula. Questi lo segnalò a Ludovico Sforza per la cattedra di storia ed eloquenza di Milano, e il signore non tardò ad affidargliela. Accolto nella corte sforzesca, dove fu tenuto in grande considerazione quale uomo assai colto e valente studioso, fu precettore - tra l'altro - dei figli di Bartolomeo Calco.
Dalla sua stamperia (iniziò l'attività di stampatore probabilmente nel 1485) uscirono edizioni preziose e raffinate, tra cui incunaboli di Orazio, Livio e Cicerone. La sua opera maggiore è proprio l'opera omnia ciceroniana, realizzata dal 1490 al 1498.
La sua vita è in parte ricostruibile mediante alcune sue lettere, scritte tra il 1518 e il 1521. Il suo amore per la letteratura fu sempre disinteressato, tanto che l'attività di stampatore non lo rese ricco. Poco si conosce della sua giovinezza in Puglia, "a cui non può essere ingrato per istinto naturale e per esempio del padre che fu spinto fuori di casa per le spedizioni popolari e mandato in esilio". Da San Severo partì, probabilmente, nel 1462, anno della battaglia di Troia, per passare momentaneamente a Fermo, quindi a Venezia e a Milano.